# Гук Василь Юрійович
Василь Юрійович Гук (2 лютого 1927, с. Церківна, Долинський район , Івано-Франківська область — 11 листопада 2017, Івано-Франківськ) — учасник визвольних змагань, вчитель, політв'язень, громадський діяч, краєзнавець.

## Життєпис
Народився 2 лютого 1927 р. в с. Церківна Долинського району Івано-Франківської області в релігійній національно свідомій українській сім'ї. Батько його — учасник визвольних змагань часів Західно-Української Народної Республіки, колишній старшина Української Галицької Армії.
Початкову освіту здобув у рідному селі. Семирічну школу закінчив у 1943 р. в місті Болехові.
В 1944 р. почав навчання у восьмому класі Болехівської середньої школи. Зі шкільної лави його забрали на фронт. 14 жовтня 1944 р. В. Гук втікає з військового ешелону, повертається до рідного села Церківна і перебуває в підпіллі районного і надрайонного Проводу ОУН-УПА.
У вересні 1945 р. за наказом надрайонного поводу ОУН-УПА легалізується і вступає на навчання до Стрийського педучилища, виконуючи підпільно завдання надрайонного проводу. Після закінчення училища вчителює у Вороблевицькій семирічній школі Меденицького району Дрогобицької області. Від 1950 р. викладає українську мову і літературу в Демидівській семирічній школі Ходорівського району.
У 1952 р. закінчує Дрогобицький учительський, а в 1957 р. — педагогічний інститут. Від 1955 р. — директор Тисменичанської вечірньої та завуч середньої шкіл.
З 1956 р. — директор Іваниківської семирічної школи Богородчанського району. За його ініціативи тут було встановлено перший у Богородчанському районі пам'янтик Тарасу Григоровичу Шевченку.
19 квітня 1973 р. за звинуваченням в антирадянській пропаганді був заарештований і засуджений за ст. 1887 КК УРСР. 1988 р. реабілітований.
Після відбуття покарання вчителювати йому заборонили. П'ятнадцять років працював гальваніком в Івано- Франківському виробничому об'єднанні «Промприлад».
Обраний секретарем ТУМ ім. Т. Шевченка. 14 березня 1989 р. на обласній конференції товариства був обраний членом ради, а на наступних двох звітно-виборних конференціях — членом правління Івано-Франківського обласного товариства «Просвіта».
В перші роки Незалежності брав активну участь у заходах по утвердженні у школах української мови, був заступником голови обласної управи Всеукраїнського товариства політв'язнів і репресованих, член братства
УПА і «Меморіалу», працював у музеї Олекси Довбуша.
Зібрав колекцію зразків вишивок Долинського та Богородчанського районів Івано-Франківської області.
Помер 11 листопада 2017 року на 90-му році життя в м. Івано-Франківськ.

## Літературна діяльність
Автор книг :
- «Церківна і Станківці» (2004),
- «Святиня крізь століття»[4] (2009),
- «Шлях до волі» (2012),
- «Афоризми» (2013),
- «Я все віддав тобі, Україно» (2017).

## Відзнаки і нагороди
Лауреат премії ім. Марійки Підгірянки — 2005 (за книгу «Церківна і Станківці»), нагороджений Дипломом Народного Руху України за перемогу у першому Всеукраїнському конкурсі « Сто духовних центрів України» (за книгу «Святиня крізь століття»), нагороджений медалями: «Будівничий України», «Учасник Другої світової війни», «За заслуги перед Прикарпаттям».
Автор понад 50-ох статей у журналах «Перевал», «Краєзнавець Прикарпаття» і газетах «Шлях перемоги», «Галичина», «Літературна Україна», «Галицька просвіта», «Заграва».
Почесний громадянин с. Церківна (2010 р.)